# Марио Тагарински
Марио Иванов Тагарински е български политик. Министър на държавната администрация в правителството на Иван Костов. Народен представител в XXXVII (СДС), XXXVIII (СДС), XXXIX (ОДС), XL (ОДС) и XLI народно събрание (РЗС).

## Биография
Марио Иванов Тагарински е роден на 4 август 1958 г. в Ямбол. От 1976 г. до 1982 г. работи в металургичния комбинат „Кремиковци“. През 1986 г. завършва висше образование по специалност „Електронно инженерство“ във ВМЕИ „Ленин“, София. Става за пръв път народен представител в XXXVII народно събрание и е депутат в периода януари 1995 до февруари 1997 г. Избран е за народен представител и в XXXVIII народно събрание, но става министър на държавната администрация в правителството на Иван Костов. Избран е и за регионален координатор на 27 страни от Централна, Източна Европа и Азия по Проблем 2000. През декември 1999 г. е освободен от поста и се връща в парламента в качеството си на народен представител. През юли 2001 е избран за депутат в XXXIX народно събрание. През юли 2005 г. е избран за депутат в 40-о Народното събрание. Става заместник-председател на парламентарната група на „ОДС – СДС, ДП, Движение Гергьовден, БЗНС, НС-БЗНС“, с която е избран. Изключен е през ноември 2005 г. и е независим до юли 2008 г., когато отново става част от нея, но вече само като член. На 8 април 2009 г. напуска групата и отново е независим до 10 април 2009 г., когато става част от парламентарната група „Ред, законност и справедливост“ и е неин член до изтичането на мандата на парламента на 25 юни 2009 г. Няколко дни преди изборите за нов парламент е избран да оглави листата на „Ред, законност и справедливост“ за Враца. Избран е депутат в XLI народно събрание и става заместник-председател на парламентарната група на „Ред, законност и справедливост“ през юли 2009 г. През декември 2009 г. напуска групата, с което предизвиква нейното разпадане, защото групата се състои само от 10 народни представители, а това е минимумът.
Марио използва английски и руски.

## Семейство
Марио Тагарински е женен за Вера Тагаринска. Има две деца и внуци.